# 仏の顔も三度まで
仏の顔も三度まで（ほとけのかおもさんどまで）は、2500年ほど前のインドからのことわざ。「仏の顔も三度」とも呼ばれる。

## 概要
仏というのは温和であるものの、それでも顔を3度もなでられると腹を立てるということ。ここからどんなに慈悲深い人物でも、無法なことを何度もされると怒るということを意味する言葉となっている。これは江戸時代から使われてきたことわざで、古くは「仏の顔も三度ずれば腹を立つ」であったのが略されて現在のような形になっている。

### 由来
2500年ほど前のインドには、釈迦国という小さな国とコーサラ国という強大な国の2つの国が存在していた。コーサラ国の国王は仏教を信仰していた。ある日コーサラ国の若い国王は、自らの母親というのは由緒ある釈迦国の王女であったと聞かされていたのが実際は身分の高くない女性であり、それは釈迦国の策略であったということを聞かされる。このことでコーサラ国の国王は腹を立てて、釈迦国を滅ぼそうと兵隊を集めて出陣する。出陣したものの3回目までは釈迦の話を聞き入れて兵を引き返す。だがどうしても腹の虫が治まらずに4回目の出陣を行い、釈迦国を滅ぼしてしまう。だがコーサラ国の国王はその帰りの道中で暴風雨に見舞われて命を落としてしまう。4度目の進軍が行われたときには、釈迦はコーサラ国の国王が引き返すようにはしていなかった。釈迦は滅び行く者は滅び行くに任せるしかないとして、遠くからコーサラ国の進軍を見送るのみであった。釈迦国はコーサラ国の大軍に対しては為す術もなく滅亡していた。釈迦の弟子は神通力で釈迦族を救済することを申し出ていたが、釈迦は釈迦族は今日宿縁が既に熟して、今まさに報いを受けるべしと言って断った。そして全て因果必然の業報と教示した。因果業報で釈迦族が滅亡することは、釈迦でさえどうすることもできなかったということであった。この釈迦はコーサラ国王の3回目までの進軍は引き返させたが、4回目の進軍は退き返させなかったことが仏の顔も三度までということわざの由来である。